# Tossal Mau
El Tossal Mau és una muntanya de 613 metres que es troba al municipi de les Avellanes i Santa Linya, a la comarca catalana de la Noguera.